# Hieracium cumbriense
Hieracium cumbriense là một loài thực vật có hoa trong họ Cúc. Loài này được Hanbury mô tả khoa học đầu tiên năm 1894.